# Лоро-парк
Лоро-парк (ісп. Loro Parque — «Парк папуг» від ісп. loro — папуга, (ісп.) — парк) — зоопарк, розташований на околиці міста Пуерто-де-ла-Крус, острів Тенерифе, Канарські острови, Іспанія.

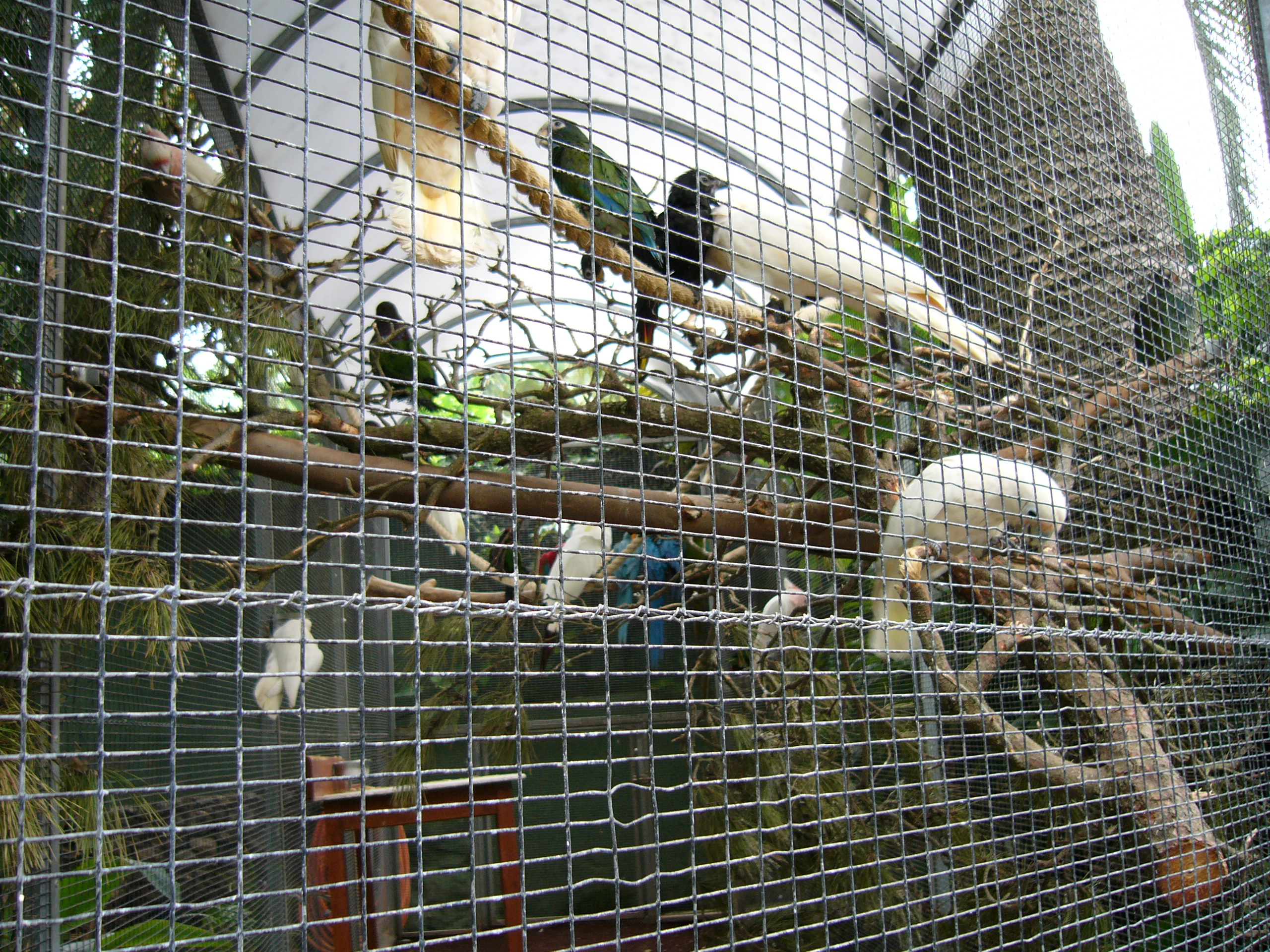
Папуги в «Лоро Парку»

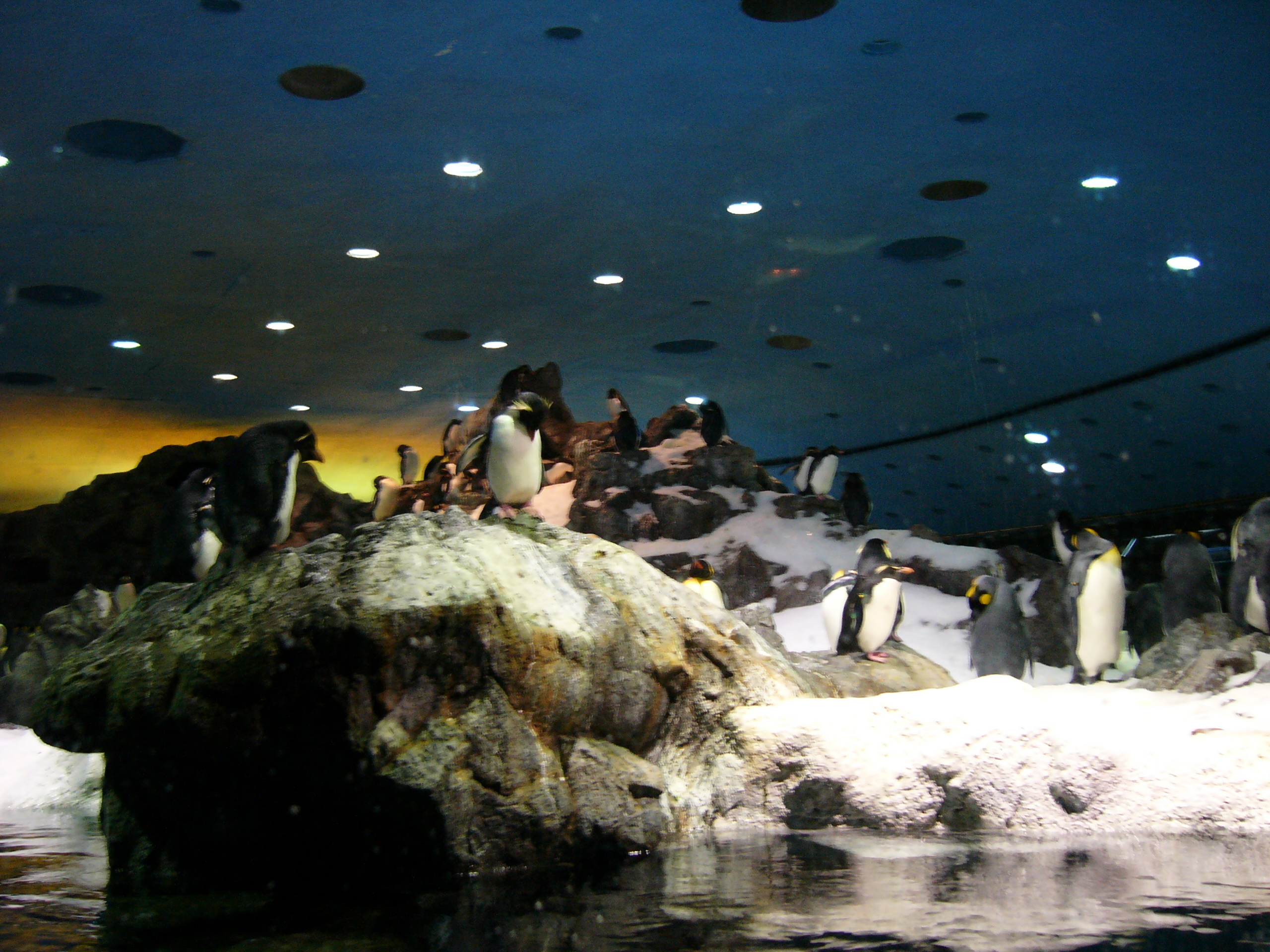
Павільйон пінгвінів

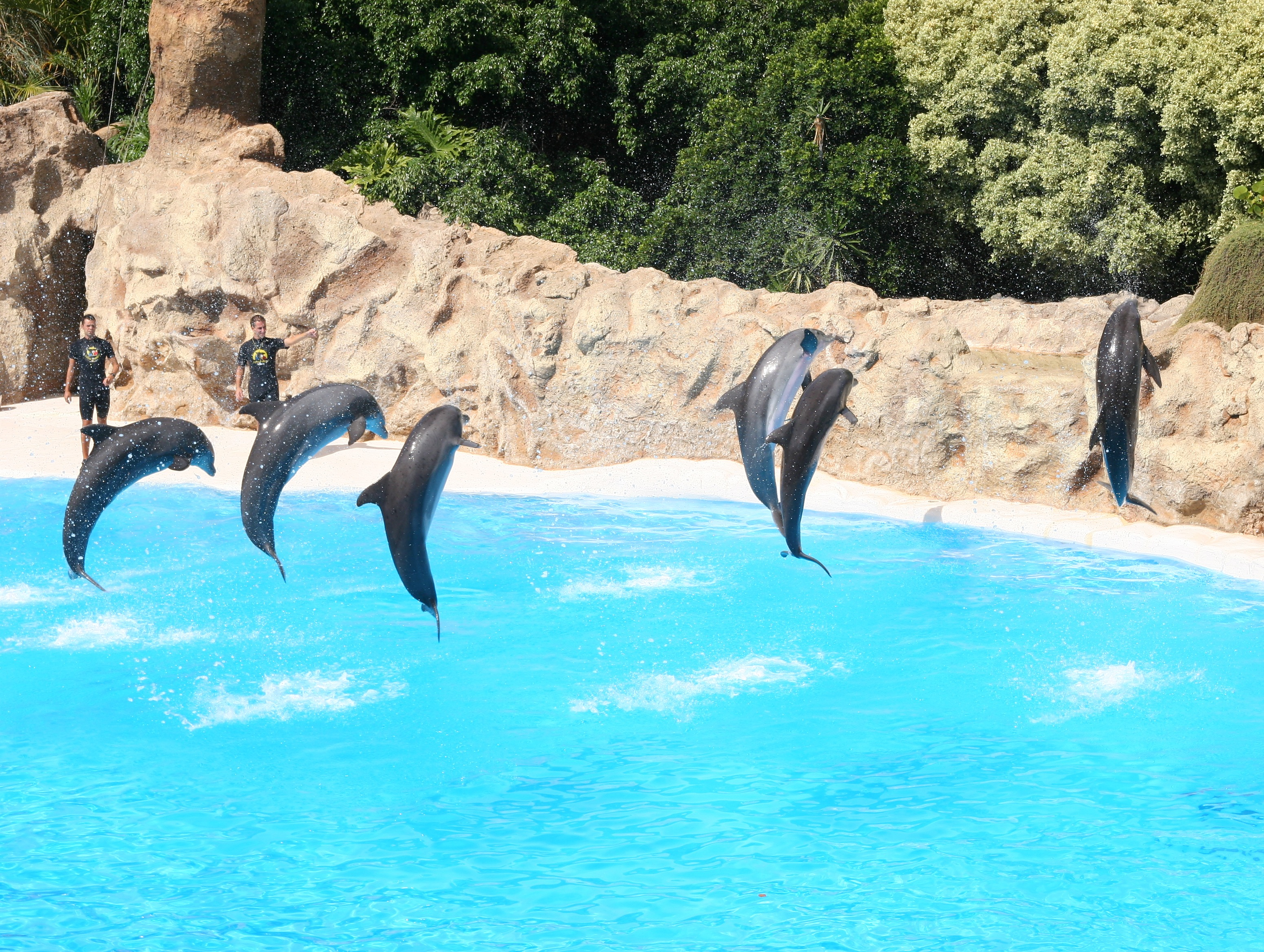
Шоу дельфінів

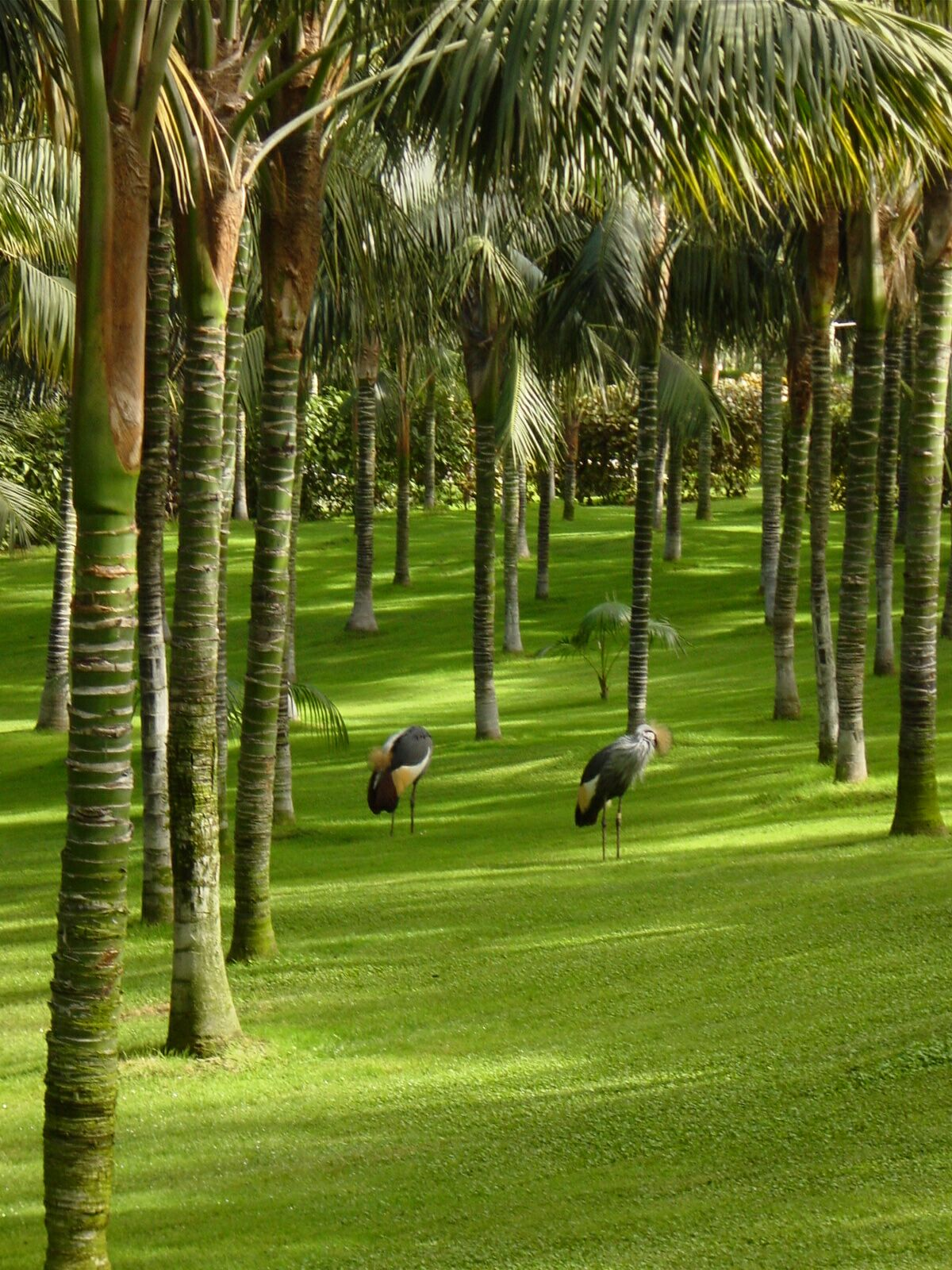
Журавлі вінценосні східні у «Лоро Парку»

«Лоро-парк» відкритий в 1972 році Вольфгангом Кісслінгом, уродженцем Канар за кошти своєї сім'ї.
Для додання «Лоро Парку» екзотики Вольфганг Кісслінг як головний вхід створив «тайське село». Це барвистий комплекс, що складається з шести дерев'яних будівель, з покритими справжнім золотом дахами. Це одна з найбільших споруд у тайському стилі за межами країни.
«Лоро-парк» популярне місце серед туристів. Щорічно він приймає до півтора мільйона відвідувачів.
Серед інших тварин особливе місце в парку посідають папуги, які дали назву парку. Тут проживає близько трьох з половиною тисяч папуг, які представляють 340 видів. Це більше, ніж у будь-якому із зоопарків світу.
«Лоро-парк» показує вистави, на яких папуги-артисти літають над головами глядачів, читають, катаються на самокаті та складають числа.
Також у парку представлений павільйон «Планета пінгвінів», що є найбільшим у світі. У ньому зібралося 180 птахів — мешканців Антарктиди. Для забезпечення умов життя, близьких до природних, в павільйоні за допомогою спеціальної гармати щоденно вистрілюється 12 тонн снігу.
В акваріумі «Лоро Парку» проживають 15 000 річкових і морських мешканців, які представляють усі куточки світу. Серед них більше сорока різних мешканців, що живуть біля Канарських островів.
У басейні об'ємом 1 200 000 літрів проводиться шоу морських левів та дельфінів. Дельфінарій у парку — найбільший у Європі.
Крім того, в Лоро-парку живуть: горили і шимпанзе, ягуари і тигри, багато різних видів птахів, гігантські черепахи, крокодили і багато інших.
«Лоро-парк» поєднує в собі — зоопарк, цирк і ботанічний сад. На 135 тисячах кв. метрів його площі знаходяться різні екзотичні рослини, кактуси, орхідеї, понад 7 тисяч пальм.